# Bellator MMA
Bellator MMA, anciennement connu sous le nom de Bellator Fighting Championships, est la deuxième plus grande organisation d'arts martiaux mixtes (MMA) aux États-Unis derrière l’Ultimate Fighting Championship. Le Bellator est néanmoins l'organisateur du plus grand tournoi de MMA du monde. 
Son siège est basé à Newport Beach en Californie depuis sa création en 2008 par son actuel PDG Bjorn Rebney.  
Les événements du Bellator sont principalement préparés autour des tournois. Le gagnant de ces derniers devient le prétendant numéro 1 de la ceinture de sa catégorie de poids et remporte par la même occasion 1 000 000 dollars.
Les soirées organisées par le Bellator sont retransmises dans l'ensemble du globe en pay-per-view. 
Bellator signifie guerrier en latin.

## Règlement
Le Bellator utilise les règles unifiées du MMA qui sont en vigueur depuis 2003 dans la plupart des états d'Amérique.

### Catégories de poids
Les divisions de poids du Bellator sont ci-dessous.
| Flyweight         | 57 kg                  |                        |
| Bantamweight      | 61 kg                  |                        |
| Featherweight     | 66 kg                  |                        |
| Lightweight       | 70 kg                  |                        |
| Welterweight      | 77 kg                  |                        |
| Middleweight      | 84 kg                  |                        |
| Light Heavyweight | 93 kg                  |                        |
| Heavyweight       | 120 kg                 |                        |
| Super Heavyweight | Pas de limite de poids | Pas de limite de poids |

### Durée des combats
- Les matchs hors championnat durent trois rounds.
- Les matchs de championnat durent cinq rounds.
- Les rounds durent cinq minutes.

Une période de récupération de 1 minute est respectée entre chaque round.

### Fautes
1. Coup de pied au visage lorsque l'adversaire est au sol (3 appuis au sol)
2. Coup de tête
3. Tenir un œil de quelconque manière
4. Morsure
5. Prise de cheveux
6. « Fish hooking » (technique qui consiste à déchirer les tissus entourant des orifices (nez, bouche) comme le ferait un hameçon dans la bouche d'un poisson)
7. Coups dans les parties génitales
8. Mettre un doigt dans un orifice ou une blessure d'un adversaire
9. Manipulation de petites articulations telles que les doigts
10. Frapper de haut en bas avec la pointe du coude
11. Coups à la gorge ainsi qu'attraper la trachée
12. Pincer, tordre ou arracher la chair
13. Attraper et tirer les épaules et la clavicule
14. Coups dans le bulbe rachidien (à l'arrière de la tête)
15. Coups dans le dos
16. Envoyer un adversaire hors de l'arène
17. Tenir les vêtements de l'adversaire
18. Crachats
19. Comportement anti-sportif susceptible de causer des blessures à l'adversaire
20. Tenir la grille de la cage ou les cordes du ring en Pride (pour porter des coups plus puissants, par exemple)
21. Porter un coup de genou à la tête alors que l'adversaire est au sol.
22. Langage abusif
23. Attaquer un adversaire entre 2 rounds.
24. Attaquer un adversaire dont l'arbitre s'occupe.
25. Attaquer un adversaire après la sonnerie.
26. Ignorer de manière flagrante les décisions de l'arbitre.
27. Interférence
28. Utiliser un objet dans le ring à son avantage.

### Moyens de finir un combat
1. Knockout (KO)
2. Knockout technique (TKO) annoncé par l'arbitre, à partir du moment où un combattant n'est plus en mesure de se protéger des coups adverses, où s'il est bloqué au sol en position défavorable (Mount Up Defense) et qu'il reste en garde trop longtemps sans tenter de contrer son adversaire ou de se dégager.
3. Soumission (Submission), à la suite d'une prise (Ankle Lock, Rear Naked Choke, Armbar, entre autres).
4. Tap-Out, quand un combattant abandonne, sans subir de prise, mais quand il sait que sa situation est trop dangereuse et qu'il risque de se faire mettre KO (il évite donc de prendre des coups pour rien, il préfère perdre en conservant son intégrité physique)
5. Décision via la carte des scores, incluant :
  1. Décision unanime, les 3 juges donnent le même combattant vainqueur.
  2. Décision partagée, 2 juges donnent un combattant vainqueur, le troisième désigne son adversaire.
  3. Décision à la majorité, 2 juges donnent un combattant vainqueur, le troisième déclare une égalité.
6. Égalité, incluant :
  1. Égalité unanime, les trois juges déclarent une égalité.
  2. Égalité a la majorité, deux juges sur trois désignent une égalité.
  3. Égalité partagée, un juge déclare un combattant vainqueur, le deuxième désigne son adversaire, et le troisième déclare une égalité.
7. Décision technique.
8. Égalité technique.
9. Disqualification.
10. Forfait.
11. No contest

## Champions actuels
| Catégorie       | Poids limite | Champion           | Date                                             | Défenses de titre | Dernière défense | Prochain prétendant |
| --------------- | ------------ | ------------------ | ------------------------------------------------ | ----------------- | --- | ------------------- |
| Poids lourds    | 265lb 120 kg | Ryan Bader         | vs Fedor Emelianenko - 26/01/2019 - Bellator 214 | 3                 | vs Cheick Kongo - 7/09/2019 - Bellator 226 (No contest) vs Valentin Moldavsky - 29/01/2022 - Bellator 273 vs Cheick Kongo - 6/05/2022 - Bellator 280 vs Fedor Emelianenko (2) - 4/02/2023 - Bellator 290                                 |                     |
| Poids mi-lourds | 205 lb 93 kg | Vadim Nemkov       | vs Ryan Bader - 21/08/2020 - Bellator 244        | 5                 | vs Phil Davis (2) - 16/04/2021 - Bellator 257 vs Julius Anglickas - 16/10/2021 - Bellator 268 vs Corey Anderson - 15/04/2022 - Bellator 277 vs Corey Anderson (2) - 18/11/2022 - Bellator 288 vs Yoel Romero - 16/06/2023 - Bellator 297 |                     |
| Poids moyens    | 185 lb 84 kg | Johnny Eblen       | vs Gegard Mousasi - 24/06/2022 - Bellator 282    | 2                 | vs Anatoly Tokov - 4/02/2023 - Bellator 290 vs Fabian Edwards - 23/09/2023 - Bellator 299 |                     |
| Poids mi-moyens | 170 lb 77 kg | Jason Jackson      | vs Yaroslav Amosov - 17/11/2023 - Bellator 301   | 0                 | |                     |
| Poids légers    | 155 lb 70 kg | Usman Nurmagomedov | vs Patricky Freire - 18/11/2022 - Bellator 288   | 1                 | vs Benson Henderson - 10/03/2023 - Bellator 292 vs Brent Primus - 07/10/2023 - Bellator 300 (No contest) |                     |
| Poids plumes    | 145 lb 66 kg | Patricio Freire    | vs AJ McKee Jr. 2 - 15/04/2021 - Bellator 277    | 1                 | vs Adam Borics - 1/10/2022 - Bellator 286 |                     |
| Poids coqs      | 135 lb 61 kg | Patrick Mix        | vs Sergio Pettis - 17/11/2023 - Bellator 301     | 0                 | |                     |

## Historique
Plusieurs français évoluent au Bellator MMA, 
Poids lourd : Cheick Kongo
Poids moyen : Gregory Babene , Youcef Ouabbas , Matthieu Letho
Poids mi-moyen : Romain Debienne , Bourama Camara , Joël Kouadja , Victor Verchere   
Poids léger : Mansour Barnaoui , Davy Gallon , Thibault Gouti , Aymard Guih , Noah Gugnon 
Poids plume : Asaël Adjoudj , Yves Landu , Fabacary Diatta , Kevin Petshi , Georges Sasu , Dorval Jordan  
Les françaises évoluant au Bellator MMA :
Stéphanie Page , Lucie Bertaud , Maguy Berchel 